# Dilemma (TV-program)
Dilemma var ett svenskt TV-program som sändes i Sveriges Television. Programmet leddes av författaren och ekonomen Carl Hamilton och var uppbyggt kring teoretiska scenarion som diskuterades med olika inbjudna gäster. Programmet sändes i tre säsonger om fem avsnitt under 1997 och 1998.
Programidén hade mycket gemensamt med Beslutsfattarna som sändes i TV2 mellan 1988 och 1989 där Hamilton hade skrivit manus. Det programmet leddes av Jan Guillou och det var inledningsvis tänkt att Guillou och Hamilton skulle dela på programledarskapet, men en intern konflikt ledde till att Guillou lämnade projektet.
Under 2013 gjordes de femton avsnittet tillgängliga på Öppet arkiv.